# Sông Minh Khai
Sông Minh Khai là phụ lưu của sông Hiến, chảy ở tỉnh Bắc Kạn và Cao Bằng, Việt Nam. Sông có chiều dài 58 km. Diện tích lưu vực là 447 km²..
Sông bắt nguồn từ huyện Ngân Sơn thuộc tỉnh Bắc Kạn. Sông chảy về phía bắc lên tỉnh Cao Bằng, qua xã Minh Khai 22°29′48″B 106°10′47″Đ / 22,49667°B 106,17972°Đ, và đến xã Lê Chung huyện Hòa An thì hợp lưu với sông Hiến. Sông có phụ lưu là sông Nậm Cung. Sông có mã là 01010803 .
Do khai thác vàng trái pháp, sông Minh Khai đang bị ảnh hưởng theo hướng tiêu cực..